# Міста Львівської області

Львівська область на карті України

До складу Львівської області входять 44 міста. Найбільшим за населенням є Львів з населенням у 717 273 осіб за даними Державної служби статистики України від 1 січня 2022 року.
Отримати статус міста в України мають право населені пункти, які мають населення понад 10 000 осіб. Цей статус мають чимало міст, які не задовольняють цій вимозі, виходячи з їхнього історичного, економічного або географічного значення. До міської території часто входять прилеглі поселення, які становлять з ним єдину соціальну, економічну та історичну спільність.
У списку показані міста Львівської області, офіційні назви українською мовою, їхня площа, населення (за даними перепису 2001 року й інформації Державної служби статистики України від 1 січня 2022 року), географічні координати адміністративних центрів, мовний склад (зазначені мови, що становлять понад 1 % від населення громади за даними Всеукраїнського перепису населення 2001 року), положення на карті області.
Міста України могли мати обласне та районне значення і до адміністративно-територіальної реформи 2020 року в області налічувалося 9 міст обласного значення: Львів, Дрогобич, Стрий, Червоноград, Самбір, Трускавець, Борислав, Новий Розділ, Моршин. Решта — районного значення. Внаслідок адміністративно-територіальної реформи 2020 року усі міста в Україні (в тому числі і обласні центри, і міста обласного значення) включені до складу районів.

## Список міст
| Назва           | Зображення | Площа (км²) | Населення (за роками перепису та державної статистики) | Населення (за роками перепису та державної статистики) | Рідна мова (2001)                                          | Карта                                                                                       |
| Назва           | Зображення | Площа (км²) | 2001                                                   | 2022                                                   | Рідна мова (2001)                                          | Карта                                                                                       |
| --------------- | ---------- | ----------- | ------------------------------------------------------ | ------------------------------------------------------ | ---------------------------------------------------------- | ------------------------------------------------------------------------------------------- |
| Белз            |            | 5,85        | 2 478                                                  | 2 191                                                  | українська — 98,79 % російська — 1,17 %                    | 50°22′48″ пн. ш. 24°00′06″ сх. д. / 50.38000° пн. ш. 24.00167° сх. д. · Белз                |
| Бібрка          |            | 5,14        | 3 980                                                  | 3 761                                                  | українська — 99,11 %                                       | 49°38′09″ пн. ш. 24°17′37″ сх. д. / 49.63583° пн. ш. 24.29361° сх. д. · Бібрка              |
| Борислав        |            | 37          | 38 122                                                 | 32 473                                                 | українська — 97,55 % російська — 2,03 %                    | 49°17′21″ пн. ш. 23°25′08″ сх. д. / 49.28917° пн. ш. 23.41889° сх. д. · Борислав            |
| Броди           |            | 13,826      | 23 239                                                 | 23 134                                                 | українська — 96,12 % російська — 3,63 %                    | 50°04′41″ пн. ш. 25°09′15″ сх. д. / 50.07806° пн. ш. 25.15417° сх. д. · Броди               |
| Буськ           |            | 3,84        | 8 673                                                  | 8 662                                                  | українська — 98,78 %                                       | 49°58′06″ пн. ш. 24°36′30″ сх. д. / 49.96833° пн. ш. 24.60833° сх. д. · Буськ               |
| Великі Мости    |            | 7,91        | 5 925                                                  | 6 286                                                  | українська — 98,73 %                                       | 50°14′24″ пн. ш. 24°08′22″ сх. д. / 50.24000° пн. ш. 24.13944° сх. д. · Великі Мости        |
| Винники         |            | 6,67        | 13 654                                                 | 19 037                                                 | українська — 96,05 % російська — 3,53 %                    | 49°48′56″ пн. ш. 24°07′47″ сх. д. / 49.81556° пн. ш. 24.12972° сх. д. · Винники             |
| Глиняни         |            | 5,45        | 3 378                                                  | 2 954                                                  | українська — 99,29 %                                       | 49°49′29″ пн. ш. 24°30′58″ сх. д. / 49.82472° пн. ш. 24.51611° сх. д. · Глиняни             |
| Городок         |            | 30          | 16 082                                                 | 16 085                                                 | українська — 96,74 % російська — 2,73 %                    | 49°47′05″ пн. ш. 23°40′47″ сх. д. / 49.78472° пн. ш. 23.67972° сх. д. · Городок             |
| Добромиль       |            | 4,97        | 4 976                                                  | 4 111                                                  | українська — 97,65 % польська — 1,45 %                     | 49°34′14″ пн. ш. 22°47′22″ сх. д. / 49.57056° пн. ш. 22.78944° сх. д. · Добромиль           |
| Дрогобич        |            | 41          | 79 119                                                 | 73 682                                                 | українська — 94,17 % російська — 4,28 %                    | 49°21′00″ пн. ш. 23°30′00″ сх. д. / 49.35000° пн. ш. 23.50000° сх. д. · Дрогобич            |
| Дубляни         |            | 4,95        | 8 469                                                  | 9 748                                                  | українська — 98,87 %                                       | 49°53′46″ пн. ш. 24°05′33″ сх. д. / 49.89611° пн. ш. 24.09250° сх. д. · Дубляни             |
| Жидачів         |            | 13          | 11 798                                                 | 10 353                                                 | українська — 97,55 % російська — 1,94 %                    | 49°23′06″ пн. ш. 24°08′40″ сх. д. / 49.38500° пн. ш. 24.14444° сх. д. · Жидачів             |
| Жовква          |            | 7,6         | 13 474                                                 | 13 852                                                 | українська — 97,97 % російська — 1,82 %                    | 50°03′18″ пн. ш. 23°58′36″ сх. д. / 50.05500° пн. ш. 23.97667° сх. д. · Жовква              |
| Золочів         |            | 11,64       | 23 481                                                 | 23 912                                                 | українська — 97,70 % російська — 2,03 %                    | 49°48′22″ пн. ш. 24°53′47″ сх. д. / 49.80611° пн. ш. 24.89639° сх. д. · Золочів             |
| Кам'янка-Бузька |            | 8,63        | 11 674                                                 | 10 397                                                 | українська — 96,30 % російська — 3,26 %                    | 50°06′18″ пн. ш. 24°20′16″ сх. д. / 50.10500° пн. ш. 24.33778° сх. д. · Кам'янка-Бузька     |
| Комарно         |            | 7,3         | 3 994                                                  | 3 653                                                  | українська — 99,20 %                                       | 49°37′50″ пн. ш. 23°42′11″ сх. д. / 49.63056° пн. ш. 23.70306° сх. д. · Комарно             |
| Львів           |            | 148,95      | 732 818                                                | 717 273                                                | українська — 88,48 % російська — 9,95 %                    | 49°50′33″ пн. ш. 24°01′56″ сх. д. / 49.84250° пн. ш. 24.03222° сх. д. · Львів               |
| Миколаїв        |            | 5           | 14 801                                                 | 14 498                                                 | українська — 98,44 % російська — 1,38 %                    | 49°31′29″ пн. ш. 23°58′44″ сх. д. / 49.52472° пн. ш. 23.97889° сх. д. · Миколаїв            |
| Моршин          |            | 2,22        | 6 482                                                  | 5 562                                                  | українська — 95,87 % російська — 3,83 %                    | 49°09′17″ пн. ш. 23°52′07″ сх. д. / 49.15472° пн. ш. 23.86861° сх. д. · Моршин              |
| Мостиська       |            | 12,8        | 9 150                                                  | 9 103                                                  | українська — 80,55 % польська — 18,01 % російська — 1,35 % | 49°47′31″ пн. ш. 23°09′09″ сх. д. / 49.79194° пн. ш. 23.15250° сх. д. · Мостиська           |
| Новий Калинів   |            | 0,8         | 3 582                                                  | 4 243                                                  | українська — 91,49 % російська — 7,92 %                    | 49°33′38″ пн. ш. 23°18′16″ сх. д. / 49.56056° пн. ш. 23.30444° сх. д. · Новий Калинів       |
| Новий Розділ    |            | 23,6        | 28 227                                                 | 27 841                                                 | українська — 97,36 % російська — 2,46 %                    | 49°28′13″ пн. ш. 24°07′47″ сх. д. / 49.47028° пн. ш. 24.12972° сх. д. · Новий Розділ        |
| Новояворівськ   |            | 9,75        | 26 483                                                 | 31 366                                                 | українська — 97,92 % російська — 1,88 %                    | 49°55′59″ пн. ш. 23°34′14″ сх. д. / 49.93306° пн. ш. 23.57056° сх. д. · Новояворівськ       |
| Перемишляни     |            | 4,8         | 7 565                                                  | 6 415                                                  | українська — 99,20 %                                       | 49°40′14″ пн. ш. 24°33′36″ сх. д. / 49.67056° пн. ш. 24.56000° сх. д. · Перемишляни         |
| Пустомити       |            | 13,374      | 9 798                                                  | 9 372                                                  | українська — 98,60 % російська — 1,13 %                    | 49°43′14″ пн. ш. 23°54′20″ сх. д. / 49.72056° пн. ш. 23.90556° сх. д. · Пустомити           |
| Рава-Руська     |            | 8,5         | 8 070                                                  | 8 494                                                  | українська — 96,87 % російська — 2,70 %                    | 50°13′30″ пн. ш. 23°37′27″ сх. д. / 50.22500° пн. ш. 23.62417° сх. д. · Рава-Руська         |
| Радехів         |            | 11,34       | 9 230                                                  | 9 680                                                  | українська — 99,29 %                                       | 50°16′42″ пн. ш. 24°38′42″ сх. д. / 50.27833° пн. ш. 24.64500° сх. д. · Радехів             |
| Рудки           |            | 3,8         | 4 942                                                  | 5 230                                                  | українська — 99,29 %                                       | 49°39′11″ пн. ш. 23°29′17″ сх. д. / 49.65306° пн. ш. 23.48806° сх. д. · Рудки               |
| Самбір          |            | 24          | 36 556                                                 | 34 152                                                 | українська — 95,16 % польська — 2,31 % російська — 2,31 %  | 49°31′00″ пн. ш. 23°12′00″ сх. д. / 49.51667° пн. ш. 23.20000° сх. д. · Самбір              |
| Сколе           |            | 4,590       | 6 742                                                  | 6 054                                                  | українська — 97,95 % російська — 1,62 %                    | 49°02′16″ пн. ш. 23°30′50″ сх. д. / 49.03778° пн. ш. 23.51389° сх. д. · Сколе               |
| Сокаль          |            | 8,47        | 21 693                                                 | 20 373                                                 | українська — 97,12 % російська — 2,37 %                    | 50°28′51.1″ пн. ш. 24°17′06.2″ сх. д. / 50.480861° пн. ш. 24.285056° сх. д. · Сокаль        |
| Соснівка        |            | 3,01        | 11 889                                                 | 10 712                                                 | українська — 92,89 % російська — 6,82 %                    | 50°17′40″ пн. ш. 24°15′13″ сх. д. / 50.29444° пн. ш. 24.25361° сх. д. · Соснівка            |
| Старий Самбір   |            | 8,24        | 5 706                                                  | 6 440                                                  | українська — 99,13 %                                       | 49°26′29.3″ пн. ш. 23°00′08.1″ сх. д. / 49.441472° пн. ш. 23.002250° сх. д. · Старий Самбір |
| Стебник         |            | 12          | 20 863                                                 | 20 200                                                 | українська — 97,94 % російська — 1,87 %                    | 49°17′50.5″ пн. ш. 23°33′11.7″ сх. д. / 49.297361° пн. ш. 23.553250° сх. д. · Стебник       |
| Стрий           |            | 16,95       | 62 479                                                 | 59 425                                                 | українська — 92,98 % російська — 5,06 %                    | 49°15′22″ пн. ш. 23°51′01″ сх. д. / 49.25611° пн. ш. 23.85028° сх. д. · Стрий               |
| Судова Вишня    |            | 28,1        | 6 668                                                  | 6 470                                                  | українська — 99,08 %                                       | 49°59′33″ пн. ш. 23°36′59″ сх. д. / 49.99250° пн. ш. 23.61639° сх. д. · Судова Вишня        |
| Трускавець      |            | 7           | 31 037                                                 | 28 287                                                 | українська — 94,22 % російська — 4,99 %                    | 49°16′40″ пн. ш. 23°30′28″ сх. д. / 49.27778° пн. ш. 23.50778° сх. д. · Трускавець          |
| Турка           |            | 3           | 7 681                                                  | 6 925                                                  | українська — 99,64 %                                       | 49°09′27″ пн. ш. 23°01′21″ сх. д. / 49.15750° пн. ш. 23.02250° сх. д. · Турка               |
| Угнів           |            | 2,48        | 1 021                                                  | 939                                                    | українська — 98,80 % російська — 1,0 %                     | 50°22′05″ пн. ш. 23°44′52″ сх. д. / 50.36806° пн. ш. 23.74778° сх. д. · Угнів               |
| Хирів           |            | 4,15        | 4 590                                                  | 4 104                                                  | українська — 97,39 % російська — 1,98 %                    | 49°32′08″ пн. ш. 22°51′16″ сх. д. / 49.53556° пн. ш. 22.85444° сх. д. · Хирів               |
| Ходорів         |            | 8,25        | 10 565                                                 | 8 954                                                  | українська — 98,76 %                                       | 49°24′21″ пн. ш. 24°18′37″ сх. д. / 49.40583° пн. ш. 24.31028° сх. д. · Ходорів             |
| Шептицький      |            | 17          | 70 568                                                 | 64 297                                                 | українська — 93,26 % російська — 6,29 %                    | 50°23′12″ пн. ш. 24°13′44″ сх. д. / 50.38667° пн. ш. 24.22889° сх. д. · Шептицький          |
| Яворів          |            | 23,35       | 13 510                                                 | 12 785                                                 | українська — 96,95 % російська — 2,69 %                    | 49°56′23″ пн. ш. 23°23′09″ сх. д. / 49.93972° пн. ш. 23.38583° сх. д. · Яворів              |